# Volga Sviatoslavitch

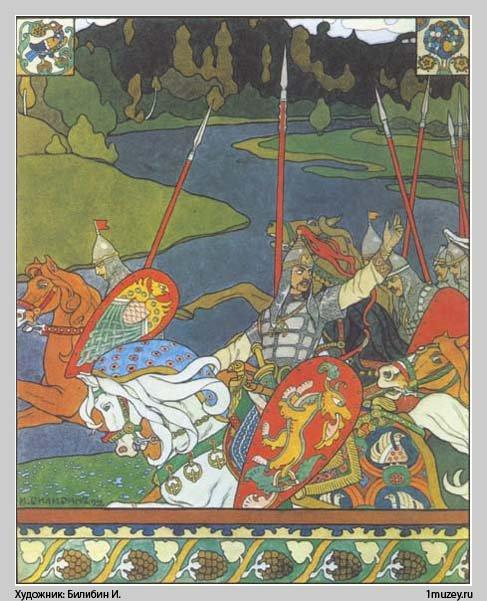
Ivan Bilibine. « Volga et sa drougine ».

Volga Sviatoslavitch (en russe : Вольга Святославич) (également: Волх Всеславьевич) est un bogatyr, un personnage des bylines russes. Les caractéristiques distinctives de ce héros sont sa capacité d'être métamorphe et sa capacité de comprendre le langage des oiseaux, des poissons et des animaux sauvages.
L'identification des Volgas à des volkhves n'est pas acceptée dans le folklore. Peut-être s'agit-il de deux personnages différents qui ont commencé à fusionner dans la conscience des narrateurs du fait de la proximité de leurs noms.

## Origine de l'image
Dans la figure épique de Volkh Vseslavevitch on trouve beaucoup de traits archaïques et il est considéré comme l'un des plus anciens personnages du folklore russe. Vsevolod Miller émet l'hypothèse suivant laquelle à l'origine il était une image d'un nuage d'orage, comme semble l'indiquer dans la byline la secousse subie par la nature au moment de sa naissance de Volga et ses métamorphes c'est-à-dire une sorte de nuage toujours en mouvement, rapide sous l'influence du mouvement de l'air. 
On suppose que son nom sous la forme volkh s'est formé par la transformation du nom commun en un nom propre. 
Sur la base des bylines, les chercheurs actuels de la mythologie des anciens Slaves trouvent dans le nom Volga les racines du vieux dieu slave Volkh. Sur base de l'analyse des bylines les chercheurs modernes de la mythologie des anciens Slaves reconstituent (mais cela est contesté) le nom de l'ancien dieu slave Volkh.
Les partisans de l'école historique dans l'étude des bylines proposent comme prototype de la byline de Volga le prince Vseslav de Kiev.

## Histoire du héros

### 1. Naissance
Volga est le fils d'un serpent et de la princesse Martha Vseslavevna, qui l'a conçu de façon miraculeuse en marchant sur un serpent. Il en conçoit une terrible colère, mais en voyant Martha Vseslavevna il est tombé amoureux. Le tremblement de terre
et la peur terrible de tous les êtres vivants au moment où Volga voit le jour le désignent comme la personnification d'une force primitive. Volga grandit non pas de jour en jour mais d'heure en heure et devient rapidement un puissant bogatyr qui est capable, non seulement de combattre ses ennemis, mais aussi de lire des livres et de se transformer en divers animaux. Ce récit conserve les plus anciennes conceptions concernant les animaux, ancêtres de l'homme, et concernant la possibilité de la naissance d'un grand chasseur et d'un volkh directement à partir d'un père animal.

### 2. Voyage au royaume indien
Le moment crucial de la byline sur Volga c'est la campagne vers le lointain royaume indien, les terres du sultan turc Souleiman. Volga rassemble ses troupes (drougine). Pour réunir tout ce dont il a besoin, il s'adresse au loup et le faucon qui nourrissent ainsi ses hommes du gibier de leur chasse. Le succès de l'expédition est dû à la sagesse de Volga. Pour que ses hommes puissent surmonter les remparts imprenables d'une ville il les transforme en fourmis et leur redonne leur apparence humaine une fois l'obstacle franchi. Le vainqueur peut épouser la femme du roi tué et donner à ses guerriers les jeunes filles que l'on a laissées en vie. Il devient roi à la place de celui qui est mort.
La byline sur la campagne est composé de 11 chapitres.

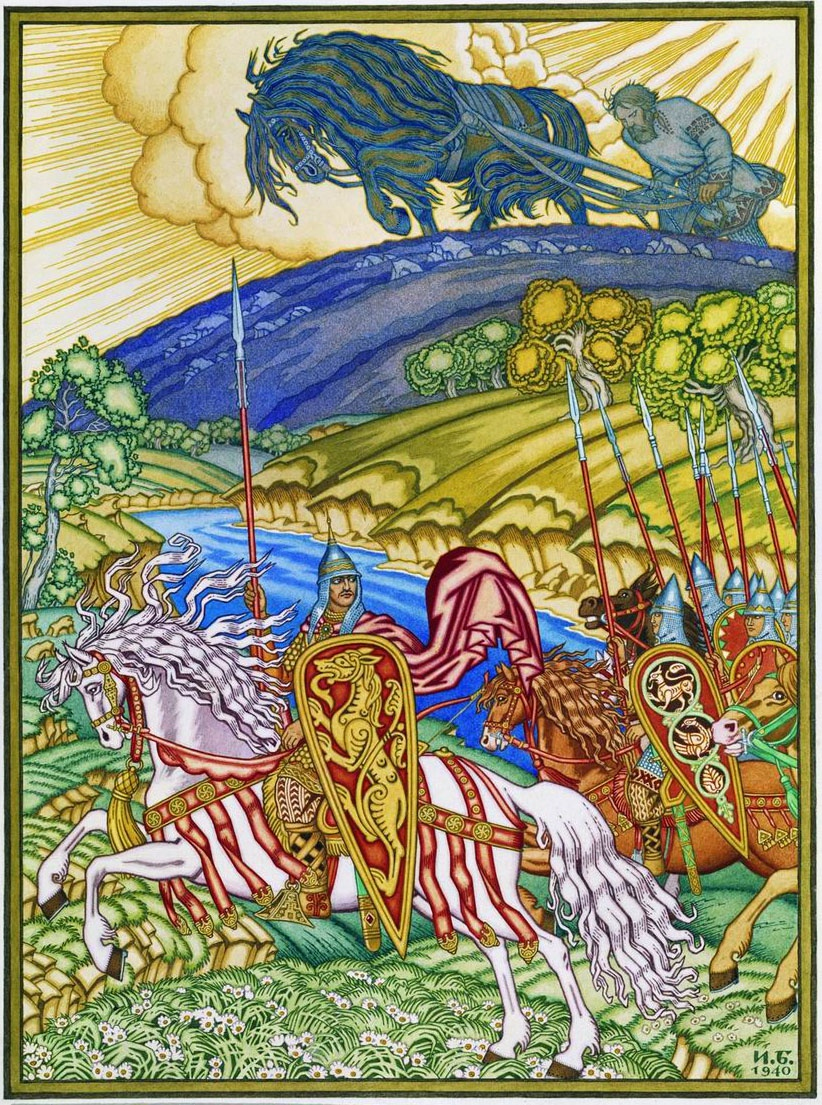
Ivan Bilibine. Volga et le laboureur Mikoula Selianinovitch

### 3. Rencontre avecMikoula Selianinovitch
Une rencontre se produit entre Volga et un merveilleux laboureur qui le surpasse en russe et en sagesse. Lors de la levée des impôts des villes de Gourtchevets et d'Orekhov, Volga rencontre Mikoula Selianinovitch, laboureur de son état. Mikoula se plaint au collecteur d'impôts de ce que ceux-ci sont beaucoup trop élevés pour de simples moujiks, et il raconte comment il les a condamnés à la cravache pour les punir. Voyant en Mikoula un puissant bogatyr, Volga lui demande de rejoindre ses hommes pour la collecte des impôts. En partant, Mikoula se souvient qu'il a abandonné sa charrue dans la terre. Volga envoie ces hommes deux fois de suite pour tirer la charrue, mais même la troisième fois ils n'y arrivent pas. Mikoula lui est capable de la soulever avec ses deux mains. En arrivant dans les villes de Goutchevets et d'Orekhov ils doivent se battre mais finissent par faire payer l'impôt dû. 

## Volga Sviatoslavitch et le prince Oleg
Il fut une époque où l'on assimilait Volga Sviatoslavitch au prince prophétique Oleg le Sage, qui a régné après Riourik. Cette identification se basait sur la proximité des noms. Oleg était qualifié de prophétique (du fait de sa sagesse et de son caractère rusé) c'est-à-dire des mêmes qualificatifs que Volga. De plus, la campagne d'Oleg contre Constantinople était assimilée à la campagne de Volga vers l'Inde. Dans la naissance de Volga due à l'intervention d'un serpent on trouvait une ressemblance avec la mort d'Oleg due également à un serpent. Vladimir Propp rejette cette tentative de trouver à tout prix un prototype de Volga absolument fantastique.
Selon Vsevolod Miller, à la base purement mythique à l'origine, avec le temps, les souvenirs d'Oleg le Sage se sont réunis à ceux de Vseslav de Kiev. De même il existait deux chansons distinctes sur Volga et sur Volkh qui plus tard se sont mélangées. Aleksandr Vesselovsky rapproche une des byline sur Volga avec le La marche de Karl , ce qui rapproche finalement Volga de Charlemagne. Volga reçoit encore parfois le nom de Bouslayevitch, qui, selon V. Miller, présente les mêmes qualités que celle de Vassily Buslayev (en) de Novgorod.
Alexeï Chakhmatov , Boris Rybakov, Irakli Andronikov, Z. I. Vlassova et quelques autres chercheurs ont identifié Volga Sviatoslavitch et Oleg Sviatoslavitch .

## Filmographie
En 2010 est sorti un dessin animé intitulé Volga et la femme du sultan de la réalisatrice Aïka Khandjiana.

## Articles
N. N. Nocov /Носов Н. Н., « Sur l'origine des noms de bylines Volkha et Volgi », 2, Le discours russe (Ran)/Русская речь (журнал РАН), no 2,‎ 2011, p. 78—88 (ISSN 0131-6117, lire en ligne)